# Brachoria splendida
Brachoria splendida är en mångfotingart som först beskrevs av Ottis Robert Causey 1942.  Brachoria splendida ingår i släktet Brachoria och familjen Xystodesmidae. Inga underarter finns listade i Catalogue of Life.